# День Конституции Российской Федерации
«День Конститу́ции Российской Федерации» — государственный праздник, празднование принятия Конституции в современной России — Российской Федерации, отмечается 12 декабря.

## История
До принятия Конституции Российской Федерации, в стране продолжала действовать Конституция РСФСР. Дни принятия республиканских конституций отдельно не отмечались, поэтому и в России до 1994 года не было памятного дня, посвящённого действовавшей конституции.
12 декабря 1993 года всенародным голосованием была принята Конституция Российской Федерации, а с 1994 года указами президента России («О Дне Конституции Российской Федерации» и «О нерабочем дне 12 декабря») день 12 декабря был объявлен государственным праздником.
С 2005 года 12 декабря больше не является в России выходным днём согласно принятым 24 декабря 2004 года Госдумой поправкам в Трудовой кодекс Российской Федерации, изменяющим праздничный календарь России, а День Конституции 12 декабря является памятным днём России.
В 2013 году по случаю двадцатилетия Конституции России Владимир Путин инициировал рассмотрение возможности амнистии для осужденных за нетяжкие преступления пожилых людей, инвалидов, несовершеннолетних, беременных женщин и женщин, имеющих малолетних детей. Соответствующее постановление Госдумы было принято 19 декабря 2013 года.